# Stanisław Przyjemski (zm. 1595)
Stanisław Przyjemski herbu Rawicz (zm. w 1595 roku) – marszałek wielki koronny, marszałek nadworny koronny, starosta koniński w 1580 roku, marszałek Izby Poselskiej sejmu 1581 roku, starosta lignowski i rudnicki w 1578 roku, poseł na sejmy.
Poseł na sejm lubelski 1566 roku, sejm lubelski 1569 roku, podpisał akt unii lubelskiej. Poseł na sejm koronacyjny 1574 roku z województwa kaliskiego. Z powodu zagarnięcia jego dóbr posiadanych w Prusach Królewskich przez szlachtę pruską wielokrotnie wnosił na posiedzeniach sejmu postulaty ograniczenia swobód tej prowincji. Poseł na sejm koronacyjny 1576 roku z województw poznańskiego i kaliskiego. Poseł na sejm 1578 roku z województwa kaliskiego. Poseł na sejm 1581 roku z województw kaliskiego i poznańskiego
Brał udział w wojnach inflanckich króla Stefana Batorego. Poseł na sejm 1585 roku z województwa kaliskiego. Poseł na sejm konwokacyjny 1587 roku z województw kaliskiego i poznańskiego. W 1588 został marszałkiem nadwornym koronnym., w 1593 marszałkiem wielkim.
W 1589 roku był sygnatariuszem ratyfikacji traktatu bytomsko-będzińskiego na sejmie pacyfikacyjnym.
Był bratem czeskim i jednym z przywódców szlachty różnowierczej w Rzeczypospolitej.